# Priotelus temnurus
Il tocororo o trogone cubano (Priotelus temnurus (Temminck, 1825)) è un uccello della famiglia dei Trogonidae, endemico dell'isola di Cuba, dove, a causa del suo piumaggio bianco, rosso e blu (i colori della bandiera), è stato scelto come simbolo nazionale ed è rappresentato su monete e banconote.

## Descrizione
Il tocororo ha testa e nuca neri, becco corto e robusto, parzialmente adunco, adatto a beccare la frutta di cui si nutre. La gola ed il petto sono bianchi, mentre il ventre è vivacemente colorato di rosso. Il dorso e la parte superiore della coda sono blu. Le ali sono nere striate di bianco. Le penne della coda hanno una forma caratteristica con piccole "spicole" rivolte verso l'esterno.

## Distribuzione e habitat
Endemica di Cuba, la specie è presente nelle foreste di montagna, asciutte subtropicali o tropicali.

## Biologia

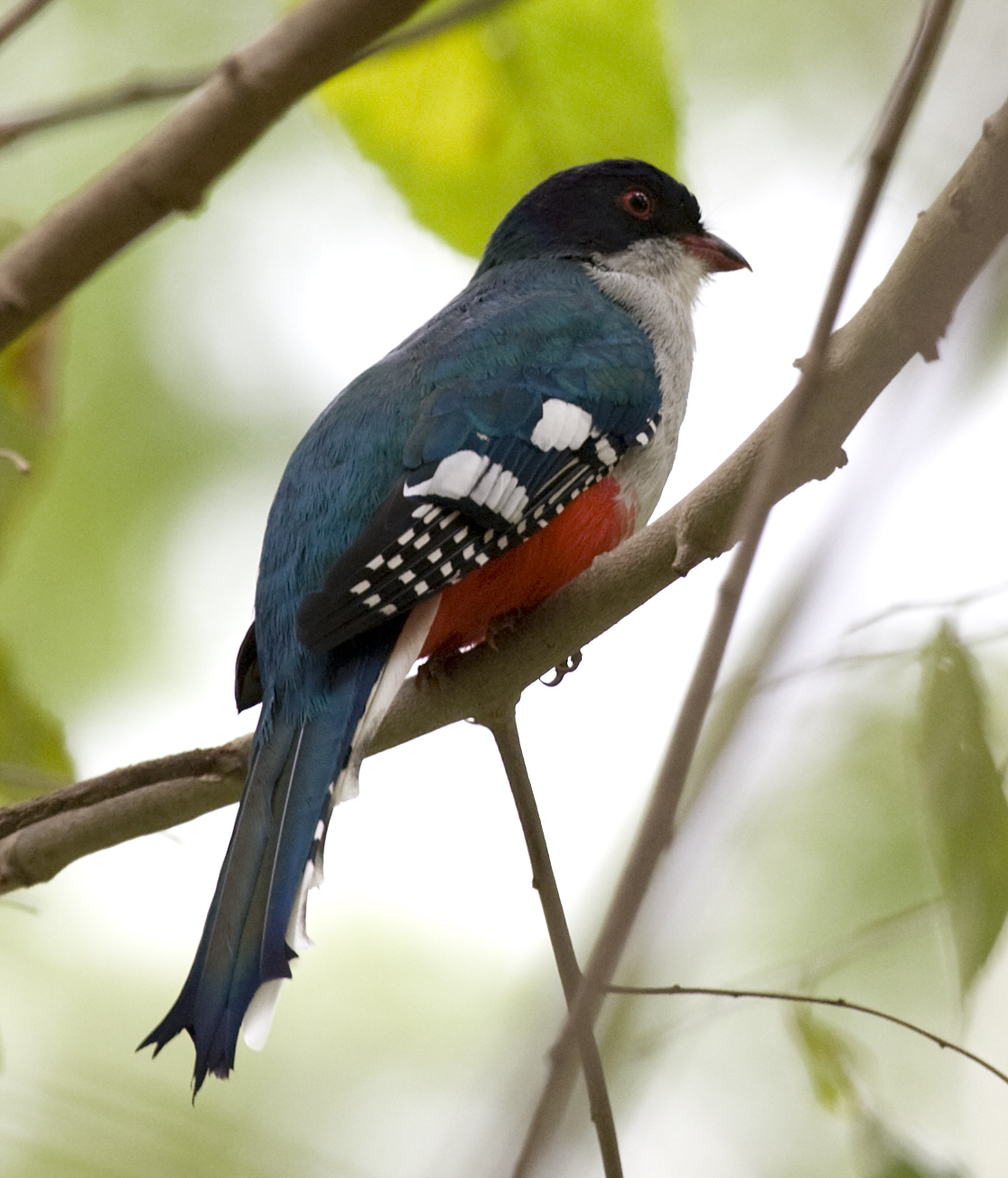
Esemplare fotografato nella provincia di Camagüey

### Voce
La specie è nota per avere un canto inconfondibile.

### Alimentazione
Si nutre di frutti e fiori che reperisce sugli alberi nelle foreste, con meno frequenza di insetti.

### Riproduzione
Si riproduce nei mesi estivi, in particolare nel mese di agosto. Depone le uova (circa tre o quattro) nelle cavità degli alberi abbandonate dai picchi.

## Conservazione
La IUCN Red List classifica Priotelus temnurus come specie a basso rischio di estinzione (Least Concern).